# NGC 5071
NGC 5071 ist eine 14,5 mag helle Radiogalaxie vom Hubble-Typ S? im Sternbild Jungfrau an der Ekliptik. Sie ist schätzungsweise 595 Millionen Lichtjahre von der Milchstraße entfernt und hat einen Durchmesser von etwa 160.000 Lj.
Im selben Himmelsareal befinden sich u. a. die Galaxien NGC 5059, NGC 5075, NGC 5080, IC 4223.
Das Objekt wurde am 25. März 1865 vom deutschen Astronomen Albert Marth entdeckt.